# Tijd heelt wonden
Tijd heelt wonden is een hoorspel van Manfred Bieler. Zeit bringt Rosen werd op 16 januari 1972 door de Süddeutscher Rundfunk uitgezonden. Hélène Swildens vertaalde het en de KRO zond het uit op dinsdag 8 juli 1975. De regisseur was Léon Povel. Het hoorspel duurde 70 minuten.

## Rolbezetting
- Willy Brill (Betty)
- Elly van Stekelenburg (tante Li)

## Inhoud
De weduwe Liesbeth brengt samen met haar nichtje Betty een bezoek aan Wenen, om alle hotelkamers te bezoeken waar haar overleden echtgenoot overspel pleegde. Het verblindende beeld van een onweerstaanbare schrompelt uiteindelijk samen totdat van een mislukte, vermoeide, ongelukklige man, voor wie Betty "gedicht" heeft en die alleen zij gekend en bemind heeft…